# Łódź Polesie
Łódź Polesie – budowany podziemny przystanek osobowy w tunelu średnicowym, położony w Łodzi, w dzielnicy Polesie, przy ul. Ogrodowej obok ul. Karskiego, w pobliżu Manufaktury.
Zgodnie z założeniem, przystanek obsługiwać będzie połączenia ŁKA i Polregio.
Budowa przystanku rozpoczęła się 1 marca 2021.
Otwarcie przystanku dla podróżnych planowane było pierwotnie wraz z otwarciem tunelu na 2022 r.

## Opis
Przystanek będzie składał się z trzech poziomów skomunikowanych ze sobą schodami stałymi, ruchomymi i windami. Na poziomie -3 mają być dwa perony jednokrawędziowe, każdy o długości 155 m. Pozostałe poziomy mają służyć komunikacji.